# Парламентские выборы в Туркменской ССР (1990)
Выборы в Верховный Совет Туркменской ССР прошли 7 января 1990 года. Единственной партией, принявшей участие в выборах, была Коммунистическая партия Туркменской ССР (КПТ) — местная организация КПСС. По итогам выборов КПТ получила около 90% голосов и 175 мест в Верховном Совете. Явка избирателей составляла 93,6%.